# .hk
.hk és el domini de primer nivell territorial (ccTLD) de Hong Kong. La Hong Kong Internet Registration Corporation (HKIRC) és l'única organització autoritzada pel govern de Hong Kong per administrar noms de domini 'hk'. HKIRC és una organització sense ànim de lucre fundada el 2001.
Des de la seva creació el 1990 fins al 2002, el domini l'administrava el Centre Informàtic Conjunt Universitari. El 2002, mitjançant un "Memorandum of Understanding" amb el govern de Hong Kong, HKIRC va passar a administrar '.hk', mentre que la Hong Kong Domain Name Registration Corporation Limited (HKDNR), filial al 100% d'HKIRC, és la responsable de la gestió diària del servei de registre.
El 25 de juny de 2010, la ICANN va aprovar l'ús del domini territorial internacionalitzat de primer nivell .香港 (hongkong en xinès simplificat i xinès tradicional; Nom DNS: .xn--j6w193g) per a HKIRC. Aquest domini de primer nivell es va afegir al sistema DNS el juliol de 2010. L'etapa prèvia de registre amb prioritat per a .香港 va començar el 22 de febrer de 2011. El primer domini .香港 es va activar el 23 de març de 2011. Es van obrir categories de dominis 香港 per al registre públic a partir del 31 de maig de 2011.

## Categories de dominis
Un nom de domini xinès ha de contenir com a mínim un caràcter xinès, mentre que els noms de domini anglesos no en poden contenir cap. Tots els noms de domini poden contenir lletres de l'alfabet llatí, xifres àrabs (0-9) i guions.
| Per a noms de domini en anglès | Per a noms de domini xinesos | Per a noms de domini xinesos | Sol·licitant permissible                                                                             |
| ------------------------------ | ---------------------------- | ---------------------------- | --- |
| .hk                            | .hk                          | .香港                        | Individus o entitats locals o estrangers                                                             |
| .com.hk                        | .公司.hk                     | .公司.香港                   | Entitats comercials registrades a Hong Kong                                                          |
| .org.hk                        | .組織.hk                     | .組織.香港                   | Organitzacions sense ànim de lucre registrades o aprovades pel govern de Hong Kong                   |
| .net.hk                        | .網絡.hk                     | .網絡.香港                   | Proveïdors de serveis de xarxa amb llicència de l'OFTA (Autoritat de Telecomunicacions de Hong Kong) |
| .edu.hk                        | .教育.hk                     | .教育.香港                   | Institucions educatives o escoles registrades a Hong Kong                                            |
| .gov.hk                        | .政府.hk                     | .政府.香港                   | Departaments o oficines del Govern de Hong Kong                                                      |
| .idv.hk                        | .個人.hk                     | .個人.香港                   | Persones amb document d'identificació de Hong Kong, d'onze anys o més                                |